# Frida Scarpa
Frida Scarpa (Genova, 9 settembre 1976) è una schermitrice italiana, specializzata nel fioretto. Ha vinto una medaglia d'oro ai Campionati mondiali di scherma. Dal 2023 è eletta nella lista Pisa al Centro, è assessore nella giunta di centro destra a Pisa con delega a sport e impianti sportivi, politiche giovanili e rapporti con l'ateneo.

## Palmarès

### Risultati élite
In carriera ha ottenuto i seguenti risultati:
Mondiali
Individuale
A squadre
- Oro nel fioretto a Nîmes 2001

Giochi mondiali militari
Individuale
- Argento nel fioretto a Catania 2003

A squadre
- Oro nel fioretto a Catania 2003

Europei
Individuale
- Bronzo nel fioretto a Limoges 1996

A squadre
- Argento nel fioretto a Bourges 2003

Campionati italiani
Individuale
A squadre
- Argento nel fioretto a Conegliano Veneto 2002
- Bronzo nel fioretto a Roma 2003

### Risultati giovani
Mondiali giovani
Individuale
- Bronzo nel fioretto a Parigi 1995

A squadre